# بيير ألارد
بيير ألارد (بالفرنسية: Pierre Allard)‏ هو لاعب هوكي الجليد فرنسي، ولد في 19 أغسطس 1972 في مونتريال في كندا.

## وصلات خارجية
- بيير ألارد على موقع دوري الهوكي الوطني (الإنجليزية)
- بيير ألارد على موقع EliteProspects.com (الإنجليزية)
- بيير ألارد على موقع HockeyDB.com (الإنجليزية)
- بيير ألارد على موقع أوليمبيديا (الإنجليزية)